# Județul Sibiu
Județul Sibiu (în maghiară Szeben megye, în germană Kreis Hermannstadt) este un județ situat în sudul Transilvaniei în podișul cu același nume, la nord de Carpații Meridionali, în  România. Reședința județului este municipiul Sibiu.

## Geografie
Județul Sibiu se întinde pe 5.432 km2, ceea ce reprezintă 2,28 % din suprafața totală a țarii. Se învecinează la est cu județul Brașov, la vest și sud-vest cu Alba, la sud-est cu Argeș, la sud cu Vâlcea iar la nord cu județul Mureș.

### Relief
Județul Sibiu cuprinde zone largi de munte, podiș și depresionare. Cele dintâi cuprind Munții Cindrel, Munții Lotrului și partea vestică a Munților Făgăraș, care sunt cei mai înalți munți din țară, cu vârfuri (Negoiu, Ciortea, Vârtopu, Vânătarea lui Buteanu) cuprinse între 2.000 și 2.500 m. În județ se mai află Podișul Târnavelor, Podișul Hârtibaciului, Podișul Secașelor, Depresiunea Apoldului, Depresiunea Săliștei, Depresiunea Sibiului, situată în dreapta râului Olt, și Depresiunea Făgărașului, cu doar o treime din suprafață atribuită județului Sibiu și cu o altitudine cuprinsă între 350 și 500 m.

### Hidrografie
- Râul Olt cu afluenții: Arpașu, Porumbacu, Cârțișoara, Cibinul, Pârâul Nou.
- Râul Târnava Mare
- Râul Cibin cu afluenții săi: Hârtibaciu, Sadu, Sebeș, Rușcior, Strâmba, Râul Vadului.
- Râul Sebeș care formează hotarul vestic al județului.

### Clima
Județul Sibiu are o climă continental-moderată, cu diferențe de temperatură în funcție de formele de relief, astfel temperaturile medii anuale oscilează între 9,4 grade pe valea Oltului și scad sub 0 grade pe vârful Negoiu. Cantitățile de precipitații medii anuale sunt cuprinse între 650 mm în zona depresionară și urcă peste 1.300 mm în zona muntoasă.

### Floră și faună
Flora bine diversificată în specii de: conifere (brad, molid), foioase (fag, stejar, gorun, tei, paltin de munte, arțar, frasin), specii de arbuști (vișinelul, alunul, socul), specii de ierburi (păiuș roșu, iarba câmpului, țepoșică, pieptănăriță) și o gamă variată de specii floristice (macul de munte, crucea voinicului, daria, roua cerului,zambila sălbatică).
Fauna cuprinde specii de: mamifere (capra neagră, cerbul, căpriorul, ursul, râsul, mistrețul, vulpea, iepurele, veverița), păsări (brumărița, mierla gulerată, fâsa de munte, sturzul de piatră, ciocârlia, potârnichea, gaița, cocoșul de munte, ierunca), reptile (șerpi, șopârle, broaște) și pești (păstrăv, biban, clean, crap).

## Istorie
Descoperirile arheologice făcute pe raza județului atestă faptul că zona a fost locuită încă din paleolitic dovadă stau săpăturile de la Racovița, unde s-a găsit un topor de silex aparținând culturii de prund. Fragmentele de ceramică, podoabele, uneltele, mormintele de inhumație, descoperite cu ocazia săpaturilor arheologice ne dovedesc parcurgerea prin etapele succesive ale istoriei (neolitic, epoca bronzului, epoca fierului). La începutul secolului al XII-lea, odată cu integrarea Transilvaniei în Regatul Ungariei, a început colonizarea cu sași a Sibiului. În anul 1191 papa Celestin al III-lea a acordat autonomie Prepoziturii Sibiului, fapt care a facilitat dezvoltarea Sibiului ca centru religios. În anul 1486 Sibiul a devenit sediul Universității Săsești (Universitas Saxonum), organismul politic al sașilor transilvăneni. În secolul al XVI-lea marea majoritate a populației săsești a aderat la reforma protestantă. În anul 1572 sediul Bisericii Evanghelice din Transilvania a fost mutat de la Sibiu la Biertan, de unde a revenit la Sibiu în anul 1867.
În timpul revoluției de la 1848 la Sibiu s-a constituit Comitetul de Pacificațiune din care făceau parte Avram Iancu, Simion Bărnuțiu, Axente Sever. În anul 1863 Dieta Transilvaniei, alcătuită din 58 deputați români, 56 deputați maghiari și secui și 44 deputați sași, s-a întrunit la Sibiu și a adoptat unele măsuri economice, precum și o lege privind egala îndreptățire a românilor cu sașii și secuii.
În anul 1871 ia ființă Banca Albina, cea mai mare bancă românească a acelor vremuri. Sfârșitul secolului al XIX-lea și începutul secolului al XX-lea reprezintă o etapă de dezvoltare a comitatului Sibiu.

## Transporturi

### Aerian

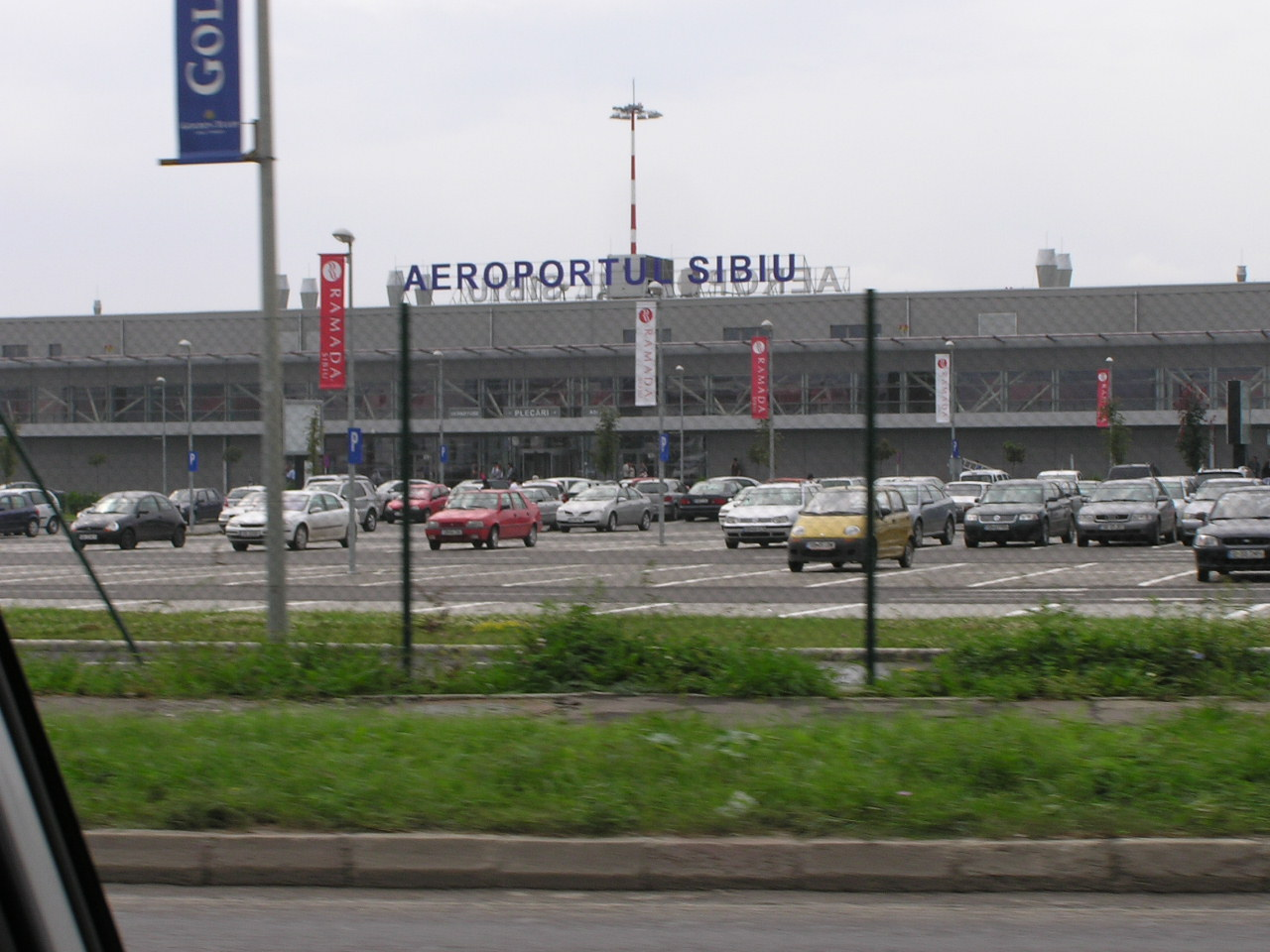
Aeroportul Sibiu

Aeroportul Internațional Sibiu deservește curse zilnice spre și dinspre București, Dortmund, Londra, Madrid, Memmingen, München, Nürnberg, Stuttgart și Viena.

### Rutier
- E81 Satu Mare-Zalău-Cluj-Sebeș-Sibiu-Râmnicu Vâlcea-Pitești
- E68 Arad-Deva-Sebeș-Sibiu-Făgăraș-Brașov
- DN1 București-Ploiești-Brașov-Sibiu-Alba Iulia-Cluj-Oradea
- DN7 București-Râmnicu Vâlcea-Sibiu-Deva-Arad
- DN14 Sibiu-Sighișoara

### Feroviar
- Sibiu-Vințu de Jos
- Sibiu-Brașov
- Sibiu-Râmnicu Vâlcea
- Sibiu-Copșa Mică
- Sibiu-Agnita

## Administrație
Județul Sibiu este administrat de un consiliu județean format din 32 consilieri. În urma alegerilor locale din 2024, consiliul este prezidat de Daniela Cîmpean[*] de la PNL, iar componența politică a consiliului județean este următoarea:
|  | Partid                                                 | Consilieri | Componența Consiliului | Componența Consiliului | Componența Consiliului | Componența Consiliului | Componența Consiliului | Componența Consiliului | Componența Consiliului | Componența Consiliului | Componența Consiliului | Componența Consiliului |
|  | ------------------------------------------------------ | ---------- | ---------------------- | ---------------------- | ---------------------- | ---------------------- | ---------------------- | ---------------------- | ---------------------- | ---------------------- | ---------------------- | ---------------------- |
|  | Partidul Național Liberal (PNL)                        | 10         |                        |                        |                        |                        |                        |                        |                        |                        |                        |                        |
|  | Partidul Social Democrat (PSD)                         | 8          |                        |                        |                        |                        |                        |                        |                        |                        |                        |                        |
|  | Forumul Democrat al Germanilor din România (FDGR/DFDR) | 5          |                        |                        |                        |                        |                        |                        |                        |                        |                        |                        |
|  | Alianța pentru Unirea Românilor (AUR)                  | 4          |                        |                        |                        |                        |                        |                        |                        |                        |                        |                        |
|  | Uniunea Salvați România (USR)                          | 3          |                        |                        |                        |                        |                        |                        |                        |                        |                        |                        |
|  | Forța Dreptei (FD)                                     | 1          |                        |                        |                        |                        |                        |                        |                        |                        |                        |                        |
|  | Partidul Mișcarea Populară (PMP)                       | 1          |                        |                        |                        |                        |                        |                        |                        |                        |                        |                        |

## Populația
Componența etnică a județului Sibiu
     Români (90,64%)
     Maghiari (2,89%)
     Romi (4,76%)
     Germani (1,09%)
     Altă etnie (0,62%)
Componența confesională a județului Sibiu
     Ortodocși (88,9%)
     Romano-catolici (1,5%)
     Penticostali (1,1%)
     Greco-catolici (2,3%)
     Reformați (2%)
     Baptiști (0,9%)
     Altă religie (3,3%)
- Români -  340.836
- Romi - 17.901
- Maghiari - 10.893
- Germani (sași respectiv landleri) - 4.117
- Alții - 640

Județul Sibiu - evoluția demografică

|  | Graficele sunt indisponibile din cauza unor probleme tehnice. Mai multe informații se găsesc la Phabricator și la wiki-ul MediaWiki. |

Date: Recensăminte sau birourile de statistică - grafică realizată de Wikipedia

## Economie
Un rol important în economia județului îl au: industria de textile și de confecții, industria de pielărie și încălțăminte, industria de construcții a mijloacelor de transport rutier, industria materialelor de construcții (prin exploatarea zăcămintelor de marmură, argilă și nisipuri), industria de prelucrare a lemnului, industria alimentară (prin prelucrarea laptelui, a cărnii și a pieilor), comerțul, serviciile și turismul. Exploatarea resurselor naturale sarea și nămolul mineral sunt valorificate in stațiunile balneoclimaterice Bazna și Ocna Sibiului în tratarea unor afecțiuni. O ramură de bază a economiei acestui județ este și agricultura prin creșterea animalelor și cultivarea porumbului, cartofului și orzului.
În 2025 județul are un produs intern brut de 8,79 miliarde de dolari (40,365 miliarde de lei). Și un PIB Per cap de locuitor de aproximativ 38.700 de lei, plasând județul pe locul 7 din țară. Asta înseamnă că Sibiu este printre cele mai bogate județe din țară.

## Turism
Sibiul este al cincilea județ de pe traseul turistic Via Transilvanica, care începe în Județul Mehedinți, străbate Munții Carpați și Podișul Transilvaniei, și se încheie la Mânăstirea Putna din Județul Suceava.
- Parcul Natural Dumbrava Sibiului
- Parcul Natural Cindrel
- Lacul fără fund Ocna Sibiului
- Rezervația de la Valea Șarbă-Dealul Zakel
- Lacul Bâlea
- Iezărele Cindrelului
- Calcarele cu hippuriți de la Cisnădioara
- Calcarele eocene de la Turnu Roșu - Porcești
- Mărginimea Sibiului
- Biserica fortificată din Biertan
- Turnul Scărilor, Sibiu
- Biserica Franciscană, Sibiu
- Turnul Tâmplarilor, Sibiu
- Turnul Blănarilor, Sibiu
- Stațiunea balneoclimaterică Băile Bazna
- Stațiunea balneoclimaterică Ocna Sibiului
- Stațiunea climaterică Păltiniș

## Diviziuni administrative
Județul este format din 64 unități administrativ-teritoriale: 2 municipii, 9 orașe și 53 de comune.
Lista de mai jos conține unitățile administrativ-teritoriale din județul Sibiu.
| Stemă              | Nume               | Tip de localitate            | Populație          | Imagine            |
| Municipii și orașe | Municipii și orașe | Municipii și orașe           | Municipii și orașe | Municipii și orașe |
| ------------------ | ------------------ | ---------------------------- | ------------------ | ------------------ |
|                    | Mediaș             | municipiu                    | 39.505             |                    |
|                    | Sibiu              | municipiu reședință de județ | 134.308            |                    |
|                    | Agnita             | oraș                         | 7.564              |                    |
|                    | Avrig              | oraș                         | 12.534             |                    |
|                    | Cisnădie           | oraș                         | 22.277             |                    |
|                    | Copșa Mică         | oraș                         | 4.570              |                    |
|                    | Dumbrăveni         | oraș                         | 6.238              |                    |
|                    | Miercurea Sibiului | oraș                         | 3.619              |                    |
|                    | Ocna Sibiului      | oraș                         | 3.434              |                    |
|                    | Săliște            | oraș                         | 5.710              |                    |
|                    | Tălmaciu           | oraș                         | 6.711              |                    |
| Comune             |                    |                              |                    |                    |
|                    | Alma               | comună                       | 1.692              |                    |
|                    | Alțina             | comună                       | 1.533              |                    |
|                    | Apoldu de Jos      | comună                       | 1.184              |                    |
|                    | Arpașu de Jos      | comună                       | 2.594              |                    |
|                    | Axente Sever       | comună                       | 3.286              |                    |
|                    | Ațel               | comună                       | 1.263              |                    |
|                    | Bazna              | comună                       | 3.329              |                    |
|                    | Biertan            | comună                       | 2.239              |                    |
|                    | Blăjel             | comună                       | 1.967              |                    |
|                    | Boița              | comună                       | 1.410              |                    |
|                    | Brateiu            | comună                       | 3.333              |                    |
|                    | Bruiu              | comună                       | 671                |                    |
|                    | Brădeni            | comună                       | 1.368              |                    |
|                    | Bârghiș            | comună                       | 1.894              |                    |
|                    | Chirpăr            | comună                       | 1.489              |                    |
|                    | Cristian           | comună                       | 4.116              |                    |
|                    | Cârța              | comună                       | 1.042              |                    |
|                    | Cârțișoara         | comună                       | 1.260              |                    |
|                    | Dârlos             | comună                       | 2.615              |                    |
|                    | Gura Râului        | comună                       | 3.522              |                    |
|                    | Hoghilag           | comună                       | 2.123              |                    |
|                    | Iacobeni           | comună                       | 2.780              |                    |
|                    | Jina               | comună                       | 3.396              |                    |
|                    | Laslea             | comună                       | 3.100              |                    |
|                    | Loamneș            | comună                       | 2.562              |                    |
|                    | Ludoș              | comună                       | 584                |                    |
|                    | Marpod             | comună                       | 982                |                    |
|                    | Merghindeal        | comună                       | 1.502              |                    |
|                    | Micăsasa           | comună                       | 1.698              |                    |
|                    | Mihăileni          | comună                       | 973                |                    |
|                    | Moșna              | comună                       | 2.939              |                    |
|                    | Nocrich            | comună                       | 3.188              |                    |
|                    | Orlat              | comună                       | 2.964              |                    |
|                    | Poiana Sibiului    | comună                       | 2.346              |                    |
|                    | Poplaca            | comună                       | 1.782              |                    |
|                    | Porumbacu de Jos   | comună                       | 2.876              |                    |
|                    | Păuca              | comună                       | 1.535              |                    |
|                    | Racovița           | comună                       | 2.606              |                    |
|                    | Roșia              | comună                       | 6.074              |                    |
|                    | Râu Sadului        | comună                       | 514                |                    |
|                    | Rășinari           | comună                       | 5.362              |                    |
|                    | Sadu               | comună                       | 2.561              |                    |
|                    | Slimnic            | comună                       | 3.459              |                    |
|                    | Tilișca            | comună                       | 1.351              |                    |
|                    | Turnu Roșu         | comună                       | 2.340              |                    |
|                    | Târnava            | comună                       | 3.007              |                    |
|                    | Valea Viilor       | comună                       | 1.962              |                    |
|                    | Vurpăr             | comună                       | 2.778              |                    |
|                    | Șeica Mare         | comună                       | 3.925              |                    |
|                    | Șeica Mică         | comună                       | 1.519              |                    |
|                    | Șelimbăr           | comună                       | 17.492             |                    |
|                    | Șura Mare          | comună                       | 4.529              |                    |
|                    | Șura Mică          | comună                       | 3.239              |                    |